# Cryptophlebia illepida
Cryptophlebia illepida là một loài bướm đêm thuộc họ Tortricidae là loài đặc hữu của các đảo của Kauaʻi, Oʻahu, Molokaʻi, Maui, Lānaʻi và Hawaiʻi. Common names include Koa Seedworm, Klu Tortricid, Koa Seed Moth, Litchi Borer, Litchi Moth, Macadamia Nut Borer và Macadamia Nut Moth.
Sải cánh dài 12–25 mm. It is an extremely variable species.
Ấu trùng ăn a wide range of plants. Recorded food plants are Acacia confusa, Acacia farnesiana, Acacia koa, Acacia koaia, Alectryon macrococcus, Caesalpinia kavaiensis, Dodonaea viscosa, Inga edulis, Litchi chinensis, Macadamia ternifolia, Mangifera indica, Phaseolus, Pithecellobium dulce, Sapindus oahuensis, Sapindus saponaria, và Senna surattensis. 